# شمس الدين كباشي
شمس الدين كباشي إبراهيم شنتو عسكري وأكاديمي سوداني وهو العضو الخامس من العسكريين في المجلس السيادي السوداني الذي تم تشكيله عقب الإطاحة بحكم الرئيس عمر البشير عام 2019 .

## الميلاد والنشأة
ولد شمس الدين كباشي في قرية أنقاركو جنوب مدينة الدلنج بولاية جنوب كردفان في عام 1961. والده هو كباشي إبراهيم شنتو الذي كان جندياً بالقوات المسلحة السودانية تابعاً للواء الهجانة في الفترة من 1955 -1973.

## المراحل التعليمية
بدأ شمس الدين دراسته الابتدائية في مسقط رأسه في انقاركو ثم تنقل في مدارس ابتدائية أخرى بلغت سبع مدارس في مدن الدلنج وبابنوسة والمندل والحمادي وتلودي، وذلك بسبب طبيعة عمل والده العسكرية الذي كان يتنقل من منطقة لأخرى بالسودان.
ودرس شمس الدين المرحلة المتوسطة بمدرستي هبيلا وهيبان بجنوب كردفان وأتمَّ المرحلة الثانوية في مدرسة تلوي الثانوية بمدينة كادوقلي.

## الحياة العسكرية
بعد حصوله على الشهادة الثانوية السودانية التحق شمس الدين كباشي بالكلية الحربية السودانية في فبراير / شباط عام 1981 وتخرج فيها في فبراير / شباط عام 1983 برتبة ملازم وبعد ذلك تدرج في الرتب العسكرية حتى وصل إلى رتبة الفريق أول في فبراير / شباط 2020 .

### الوحدات العسكرية والوظائف
تبوّأ الفريق الركن شمس الدين كباشي عدّة مناصب عسكرية أكاديمية وقيادية وعمل في عدد من المواقع والإدارات العسكرية وذلك على النحو التالي:
- معلم بمعهد الفرقة الخامسة مشاة هجانة.
- معلم بكلية القادة والأركان.
- قائد معهد ضباط الصف في جبيت.
- مدير الأكاديمية العسكرية العليا.
- قائد الفرقة 17 في سنار.
- قائد ثاني الفرقة 15 في الجنينة.
- مدير إدارة التدريب.
- نائب رئيس أركان القوات البرية.
- رئيس هيئة العمليات المشتركة.[2][3]

## بروزه في الساحة السياسية
بعد استقالة أحمد عوض بن عوف من رئاسة المجلس العسكري الذي تولّى الحكم في السودان بعد الإطاحة بالرئيس عمر البشير ونظامه في ثورة شعبية وتعيين الفريق عبد الفتاح البرهان خلفاً له في 12 2019 أبريل/ نيسان تمَّ تكليف الفريق كبّاشي ليكون متحدثاً باسم المجلس العسكري. وفي 20 أغسطس / آب 2019 أصبح عضواً بالمجلس السيادي السوداني. الجديد وانضم الكباشي إلى الوفد الحكومي المفاوض في مباحثات السلام الجارية في جوبا عاصمة جنوب السودان بين الحكومة السودانية والحركات المسلّحة.